# Ewa Konopacka
Ewa Anna Krystyna Ponińska-Konopacka (ur. 4 maja 1926 w Paryżu) – łączniczka w powstaniu warszawskim, odznaczona Krzyżem Srebrnym Orderu Virtuti Militari.

## Życiorys

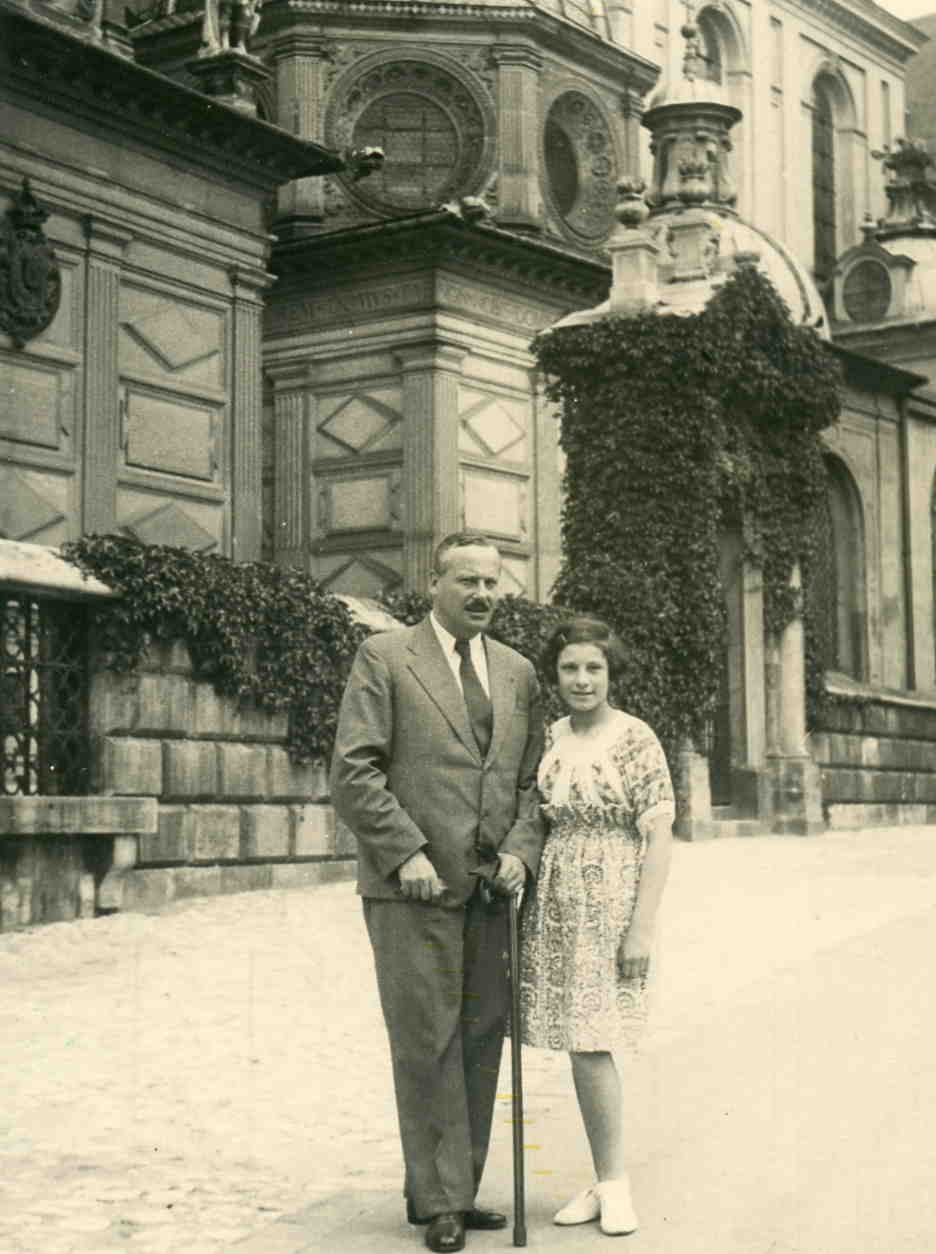
Alfred Poniński z córką Ewą na Wawelu, 2 czerwca 1939

Córka hrabiego Alfreda Ponińskiego, polskiego dyplomaty, i Anny Wiktorii Rakowskiej. Po wybuchu II wojny światowej w lutym 1940 przedostała się wraz z matką do Lwowa. Próbowały dotrzeć do ojca przebywającego w Bukareszcie, zostały jednak aresztowane na granicy; jej matkę zesłano do Gułagu, Ewę puszczono. Od lipca 1941 mieszkała w Warszawie. Wstąpiła do 33. Warszawskiej Żeńskiej Drużyny Harcerskiej. Została żołnierzem AK, ukończyła kursy obsługi telefonów wojskowych oraz kursy nauki o broni i przygotowania do walk ulicznych.
W czasie Powstania jako łączniczka „Ewa” była w plutonie łączności 228 w zgrupowaniu „Żyrafa II” w II Obwodzie Armii Krajowej „Żywiciel” na Żoliborzu. 29 września, w czasie skoncentrowanego natarcia ok. 2000 żołnierzy niemieckich i 16 czołgów na klasztor Sióstr Zmartwychwstanek na Żoliborzu, w którym broniło się 117 żołnierzy AK, zgłosiła się do nawiązania kontaktu z odciętym klasztorem. Stanisław Podlewski pisał: Łączniczka Ewa (Ewa Ponińska), dziewczyna odważna do szaleństwa, próbuje nawiązać łączność: w największym ogniu wiąże porwany kabel polowego telefonu. Ta dzielna dziewczyna trzy razy dociera do klasztoru. Osypana szarym pyłem, pokaleczona, w podartym odzieniu, niestrudzenie donosi amunicję, granaty, zabiera meldunki, podtrzymuje na duchu chłopców.  Z tych walk wyniosła Virtuti Militari. […] Około godziny 16 łączniczka Ewa dociera do klasztoru z rozkazem, by powstańcy opuścili ruiny klasztoru. […] Później, na wieść o kapitulacji Powstania, Szesnastoletnia łączniczka Ewa, najdzielniejsza z dzielnych, odznaczona Virtuti Militari i dwa razy Krzyżem Walecznych, łka głośno.
Po kapitulacji wyszła do niewoli. Uwolniona 12 kwietnia 1945 przez żołnierzy 1. Dywizji Pancernej gen. Stanisława Maczka, została później żołnierzem 2. Korpusu Polskiego we Włoszech. Odkomenderowana do liceum, zdała maturę w Porto San Giorgio. Wraz z 2. Korpusem wyjechała do Anglii, gdzie została zdemobilizowana w kwietniu 1946 r. w Camp Foxley. W latach 1947–1950 studiowała w Irlandii, otrzymała tytuł Bachelor of Arts, a potem specjalizację nauczycielską na Uniwersytecie Londyńskim. Po trzech latach pracy w Port-of-Spain w Trynidadzie wyjechała 1954 do Kanady. Tam wyszła za mąż za architekta Tadeusza Konopackiego (1923–2014), który walczył w kompanii „Genowefa” batalionu „Harnaś” w Powstaniu (pseud. „Trzaska”, awansowany do stopnia podporucznika). Przez prawie dwadzieścia lat uczyła w katolickich szkołach w Ottawie. W 1964 r. założyła w Ottawie Ogniwo Federacji Polek w Kanadzie. W 1983 r. przeszła na emeryturę i zajęła się malarstwem.

## Awanse
- 1943 – żołnierz[12]
- 1944 – plutonowy[12]
- 2000 – podporucznik[12]
- 2005 – porucznik[12]
- 2010 – kapitan[5]
- 2020 – major[13]
- 2023 – podpułkownik[14]

## Odznaczenia
- Krzyż Srebrny Orderu Wojennego Virtuti Militari (30 września 1944)[12]
- Krzyż Oficerski Orderu Odrodzenia Polski (6 kwietnia 2010)[15]
- Krzyż Partyzancki[12]
- Medal za Warszawę 1939–1945[12]
- Krzyż Armii Krajowej[12]
- Warszawski Krzyż Powstańczy[12]
- Medal „Pro Patria” (2013)[5]
- Odznaka pamiątkowa Akcji „Burza”[12]
- Srebrny Krzyż Zasługi ZHP z Mieczami[12]
- Srebrna Odznaka Honorowa SPK w Kanadzie[12]